# Kruhlica (rejon stołpecki)
Kruhlica (biał. Кругліца, Kruhlica; ros. Круглица, Kruglica) – wieś na Białorusi, w obwodzie mińskim, w rejonie stołpeckim, w sielsowiecie Szaszki, nad Niemnem.

## Historia
W dwudziestoleciu międzywojennym wieś i leśniczówka leżące w Polsce, w województwie nowogródzkim, w powiecie stołpeckim, w gminie Stołpce. W 1921 miejscowość liczyła 55 mieszkańców, zamieszkałych w 10 budynkach, w tym 47 Białorusinów i 8 Polaków. 48 mieszkańców było wyznania prawosławnego i 7 rzymskokatolickiego.
Po II wojnie światowej w granicach Związku Sowieckiego. Od 1991 w niepodległej Białorusi.